# Gunnar Aschan (borgmästare)
Gunnar Thure Aschan, född 28 april 1872 i Östra Torsås församling, Kronobergs län, död 10 september 1951, var en svensk borgmästare. Han tillhörde släkten Aschan från Östergötland.
Aschan avlade mogenhetsexamen i Växjö 1890, blev student vid Uppsala universitet samma år och avlade hovrättsexamen 1899. Efter tingsmeritering tjänstgjorde han vid länsstyrelserna i Kristianstads och Hallands län 1904–1907 samt var borgmästare, stadsnotarie och notarius publicus i Skänninge stad från 1907.